# خیابان استخر
خیابان استخر یکی از خیابان‌های تهران است که در منطقه ۴ شهرداری تهران واقع شده است. خیابان استخر از شمال، از بزرگراه بابایی شروع شده و در جنوب به بزرگراه زین‌الدین ختم می‌شود.
بخش شمالی این خیابان از میان بوستان یاس می‌گذرد.